# Institucije Europske unije
Institucionalni ustroj Europske unije (EU) čini sedam institucija. U početku su tri Zajednice imale svaka vlastita izvršna tijela, a zajednički su im bili Skupština predstavnika (kasnije Europski parlament) i Sud pravde. Tek su 1967. godine na osnovi Ugovor o spajanju spojena istovrsna tijela Zajednica. Lisabonski ugovor uveo je bitne promjene u institucionalnoj strukturi.
Prema članku 13. Ugovora o Europskoj uniji, institucije Europske unije su:
- Europski parlament,
- Europsko vijeće,
- Vijeće,
- Europska komisija ("Komisija"),
- Sud Europske unije,
- Europska središnja banka,
- Revizorski sud.

Postoje i druga tijela i ustanove:
- Gospodarski i socijalni odbor - savjetodavno tijelo EU, sastavljeno od 317 članova. Ima sjedište u Bruxellesu.
- Odbor regija - također savjetodavno tijelo EU, sastavljeno od 317 članova koje delegiraju tijela lokalnih i regionalnh vlasti država čnica EU kako bi zastupali interese regija jedinica lokalne samouprave na razin Unije. Ima sjedište u Bruxellesu.
- Europska investicijska banka - ustrojena je Rimskim ugovorom o osnivanju EZ-a, s ciljem pridonošenja uravnoteženosti razvoja Europske zajednice gospodarskom integracijom i socijalnom kohezijom. Banka osigurava dugoročno financiranje određenih kapitalnih projekata u Uniji te u drugim državama svijeta. Ima sjedište u Luksemburgu.

Također postoji i velik broj specijaliziranih agencija.